# روش پینچ
تکنولوژی پینچ(به انگلیسی: Pinch technology) روشی برای حداقل کردن مصرف انرژی در فرایندهای شیمیایی توسط بهبود محاسبات ترمودینامیکی سوخت‌های فسیلی فرایند است که این مهم با بهینه‌سازی مصارف بخش بازگشت حرارتی، روش‌های توزیع انرژی و بهبود شرایط عملیاتی فرایند محقق می‌شود. از این تکنولوژی با نام‌های روش انتگراسیون فرایند، روش انتگراسیون حرارتی، روش انتگراسیون انرژی و تجزیه و تحلیل پینچ نیز یاد می‌شود.
داده‌های کلی هر فرایند که شامل میزان نرخ انرژی و نرخ‌های حرارتی می‌شود به صورتی ارائه می‌شود که نرخ بار حرارتی سیستم (بر حسب کیلووات) تابعی از دمای عملیاتی (بر حسب درجه سلسیوس) است. چنین داده‌هایی از همه جریان‌های سیستم حاصل می‌شود و تمامی انرژی‌های مربوط به بخش‌های جریان‌های گرم (جریان‌هایی که باید حرارت از دست دهند) با هم و سایر جریان‌ها که مربوط به بخش‌های سرد (جریان‌هایی که حرارت دریافت می‌کنند) نیز با یکدیگر ترکیب شده و برای هر یک از بخش‌های سرد و گرم منحنی‌های حرارت-دمای مشخصی به دست می‌آید. با رسم این دو منحنی در یک دستگاه، نزدیک‌ترین نقطه‌ای که دو منحنی به هم می‌رسند، نقطه پینچ نامیده می‌شود. در این نقطه دمای بخش گرم و بخش سرد یکسان است. این نقطه، نقطه‌ای است که طراحی بر مبنای آن صورت می‌گیرد. به هنگام استفاده از روش تجزیه و تحلیل پینچ برای دستیابی به یک طراحی مناسب، برخی از مبدل‌های حرارتی در بازه‌ای خارج از محدوده پینچ کار خواهند کرد. توانایی در حذف این دست مبدل‌ها و به کارگیری آن‌ها در شرایط بهتر، اساس تئوری پینچ و رسیدن به اهداف بهینه‌سازی انرژی است.